# Serge Kerval
Serge Kerval, né le 2 avril 1939 à Brest et mort le 4 juin 1998 à Nantes, est un chanteur français principalement interprète de chansons traditionnelles.

## Biographie
Serge Kerval est un interprète et compositeur de chanson française. Disciple de Jacques Douai, il chante à partir des années 1960 dans les cabarets Rive gauche, puis dans les Instituts français à l'étranger, ainsi que sur les campus des universités américaines (en particulier en Louisiane) au début des années 1980. Il devient ainsi un représentant à l'étranger de la chanson française traditionnelle à texte. Il interprète des chansons traditionnelles de différentes régions de France et de francophonie provenant de collections (Bretagne, Vendée, Champagne, Auvergne, Acadie, etc.), et de chanteurs qu'il affectionne (Léo Ferré, Charles Trenet, Félix Leclerc, Anne Sylvestre, Bob Dylan),.
À partir de 1973, il compose également des chansons, bien souvent à partir de textes de son ami Jacques Durand-Desjeux.
À partir de 1982, il met en musique des séries de textes de poètes, parmi lesquels Victor Hugo, Pierre Seghers, Hervé Bazin, Alfred de Musset, Jules Verne.
En 1986, il obtient le Grand Prix de l'Académie Charles-Cros.
A peu près à la même époque, il enregistre le très beau New Orleans, New Orleans, chanson de Gérard Dôle. On peut entendre la version de Serge Kerval et celle de Gérard Dôle sur YouTube.
Serge Kerval résume son parcours dans 35 ans de chansons, 35 ans de passion (1996).
Il est inhumé au Nouveau Cimetière d'Arzon.

## Discographie
- 1961 : Chansons nouvelles pour les jeunes - Vol.1 (vieilles chansons de Jean Boyer)
- 1962 : Chansons nouvelles pour les jeunes - Vol.2 (vieilles chansons de Jean Boyer)
- 1963 : Récital n°1
- 1964 : Chansons poétiques par Serge Kerval (45t - BAM – EX 620)
- 1965 : Chansons des Pays de France n°1 (BAM – LD.416)
- 1966 : Chansons des Pays de France n°2 (BAM – C.421)
- 1967 : Chansons des Pays de France n°3 (BAM – C.426)
- 1968 : Chansons des Pays de France n°4 (BAM – C.436)
- 1969 : Les coiffes noires (45t - BAM – EX 656)
- 1970 : Complaintes et Ballades de France Vol.5
- 1970 : M'en vas à la fontaine (45t)
- 1970 : Face aux jeunes - Récital Serge Kerval (enregistrement public à la Maison de la Culture de Grenoble, 1969) (BAM / DISCODIS – LD 5734)
- 1970 : Boute au vent (45t - BAM – EX 670)
- 1970 : Botrel (Disques BAM / Distribution DISCODIS – LD 5753)
- 1971 : Récital public au Palais des Arts et de la Culture de Brest (Disques BAM / Distribution DISCODIS – LD 5759)
- 1971 : Serge Kerval chante Bob Dylan (Disques BAM)
- 1972 : Les enfants de Marseille
- 1973 : Trois mouettes qui volent
- 1973 : Pierre Seghers
- 1974 : La Loire
- 1974 : Chansons du folklore de France (double disque)
- 1976 : L'églantine des bords de Loire
- 1977 : Les voix profondes
- 1978 : Interstate 65.24.40
- 1979 : Froid dans le dos mais chaud dans le cœur (45t)
- 1980 : Bientôt le soleil
- 1981 : En concert, at Louisiana State University - Bâton Rouge
- 1982 : De la Loire au Mississippi
- 1982 : Serge Kerval chante Victor Hugo
- 1984 : Kerval chante Seghers
- 1985 : Kerval chante Bazin
- 1987 : Racines - Complaintes et ballades de France
- 1988 : Chansons, révolutions ou l'esprit de 1789 (réédité en CD la même année sous le titre Complaintes et ballades de France et de... Francophonie Vol.1, avec 8 titres en plus)
- 1990 : Kerval chante Alfred de Musset
- 1991 : L'Europe des poètes
- 1993 : Complaintes et ballades de France et de... Francophonie Vol.2
- 1993 : Serge Kerval chante les insolites de Jules Verne
- 1994 : Solo (Reprise de l'album En concert, at Louisiana State University - Bâton de 1981, augmenté de 5 titres en public enregistrés en 1989)
- 1994 : Pondichéry - Solo 2
- 1996 : 35 ans de chanson, 35 ans de passion (avec Fabrice Mouazan)
- Serge Kerval chante Jacques Durand-Desjeux (Édition Intersong/WarnerChappell Music France)